# ВС-121
ВС-121 — российская снайперская винтовка с компоновкой булл-пап. Разработана конструкторско-технологическим центром Ижевского машиностроительного завода на основе СВД.

## Конструкция
Компоновка булл-пап позволила уменьшить длину и вес оружия при сохранении длины ствола 620 мм и весом не более 4,5 кг. Ствол изготавливается путём электрохимического травления. Предполагается также использование метода строжки и редуцирования при изготовлении стволов. В отличие от предшественника, винтовка оснащена новым ударно-спусковым механизмом. ВС-121 оснащается тактическим глушителем. Возможна установка на четыре планки Пикатинни любых оптико-электронных приборов используемых в снайперском деле. Открытых прицельных приспособлений не имеет. Автоматика построена по принципу отвода пороховых газов из канала ствола. Нерегулируемый ударно-спусковой механизм куркового типа. Предполагается разработать УСМ нового типа.
В винтовке ВС-121 используются те же патроны 7,62-мм, что и в СВД, но «Ижмаш» разрабатывает новые перспективные боеприпасы.